# Mirobod
Mirobod (Em russo Миробод) é um dos 11 distritos (tuman) de Tasquente, a capital do Uzbequistão. 

## Características
É um dos distritos menos populosos da capital do Uzbequistão, conta com uma população próxima a 122 mil habitantes e sua localização é na parte central da cidade, limitando-se com os distritos de Bektemir, Hamza, Sergeli, Yakkasaray e Yunusabad.